# Distrito de Iwami
El distrito de Iwami (岩美郡 Iwami-gun?) es un distrito localizado en la prefectura de Tottori, Japón. En junio de 2019 tenía una población estimada de 10.993 habitantes y una densidad de población de 89,9 personas por km². Su área total es de 122,32 km².

## Localidades
- Iwami